# Sant Julià de l'Arboç
Sant Julià de l'Arboç és l'església parroquial del municipi de l'Arboç declarada bé cultural d'interès nacional.

## Descripció
Església d'una sola nau (40 × 12m) amb sis capelles laterals per banda. Aquestes presenten un arc de mig punt i volta de canó. L'absis és pentagonal. Al darrere hi ha la capella del Santíssim. La volta principal, de tradició gòtica, és sostinguda per arcs semicirculars i composta per cinc voltes de creueria amb nervis i clau decorada, que recolzen damunt d'una cornisa sobresortint, davall la qual podem veure-hi un fris amb tríglifs i mètopes. Les parets laterals de les voltes tenen una sèrie de finestres d'arc de mig punt tapades amb vitralls. Als peus de l'església, i sota el cor, sostingut per un arc rebaixat, hi ha el cancell. A la façana principal hi destaca la gran portada del temple, composta de quatre columnes de fust llis que sostenen un fris. Els intercolumnis tenrn unes fornícules buides. El timpà és semicircular i trencat, i té al mig una fornícula sostinguda per dos parells de mènsules. Damunt la portada hi ha una rosassa. A cada banda de la façana hi ha dues torretes quadrangulars de 28 m d'alçada, una té el rellotge i l'altre matraques.

### Capella del Santíssim
Capella de petites dimensions amb planta de creu amb una cúpula al creuer. S'hi accedeix mitjançant una portalada d'arc de mig punt.

### Capella dels Dolors
La capella dels Dolors forma una nau paral·lela a la de l'església moderna, amb la qual comunica mitjançant una porta d'estil renaixentista. És coberta amb una volta de rajol sobre dos arcs torals de pedra, construïda al segle xvii, coetàniament a l'església nova. Aquesta volta amaga les tres finestres de tradició romànica obertes al mur  a llevant, que només són visibles des de l'interior de l'«Estudi Vell», un edifici que fou adossat vers el 1570 com a sagristia, i amb el qual comunicava per dues portes allindades, actualment tapiades. De les capelles laterals obertes al segle xiv en resten només dues, situades a ambdós costats de la capçalera. Amb tot, l'element més interessant de la capella dels Dolors són unes pintures murals gòtiques, El Lignum vitae de l'Arboç, de principi del segle xiv, que foren descobertes i restaurades el 1968.

### Campanar
Torre adossada a la capella gòtica esquerra. Format per quatre cossos separats per cornises. El primer cos és d'estructura quadrangular i d'estil romànic. A l'interior hi ha una capella romànica de volta de canó. Els altres tres cossos són d'estructura vuitavada. En destaca el quart, que presenta vuit finestres d'ogiva que contenen les campanes, i és rematat per una cornisa amb barana de balustres de pedra.

### Estudi Vell
Edifici de dues plantes situat darrere de l'església. Els baixos tenen una porta de llinda molt restaurada i al costat dret una petita finestra amb reixa. El pis noble presenta tres finestres emmarcades amb pedra, una de les quals té una data inscrita que no es pot desxifrar i una altra un escut amb les quatre barres. A la segona planta s'hi accedeix mitjançant una escalinata que hi ha al lateral esquerra de l'edifici. La portalada és de llinda i té l'escut de la vila. L'edifici és rematat per una cornisa sobresortint.

### Baldaquí
El baldaquí de l'església de Sant Julià està col·locat damunt el presbiteri i conté l'altar major compost per una taula feta d'una sola peça de marbre negre de Marquina (1944). Darrere de l'altar hi ha una imatge de sant Julià en una fornícula. Tot aquest conjunt és contingut pel baldaquí. Aquest, separat per un passadís de l'absis, és compost per quatre columnes de marbre blanc bombades i amb capitells corintis daurats. Les columnes sostenen un entaulament quadrat, el qual presenta un fris i una cornisa que sobresurt. Al damunt hi ha una petita cúpula de vuit cares rematada per una creu llatina, totes les cares presenten uns calats, menys la del davant, que conté la imatge de la Mare de Déu i que és rematada per dos angelets que sostenen l'escut de la vila.

## Història
Les primeres notícies històriques de l'església daten del 991, quan en un document de l'arxiu de la catedral de Barcelona, que correspon a la consagració de l'església de Sant Miquel d'Olèrdola pel bisbe Vives de Barcelona, es ressenyen totes les esglésies veïnes, mencionant també la de Sant Julià. Però les restes més antigues de l'església corresponen a final del segle xi o a la primeria del xii. Es creu que l'església romànica va ser construïda en el període que va del 991 al 1136.
El 4 de novembre del 1629 es decidí construir una nova església, ja que l'antiga era molt malmesa. La nova església va traçar-se de nord a sud, o sigui transversal a l'antiga, per la qual cosa fou enderrocada la meitat de l'església vella d'origen romànica. Els treballs de construcció es van fer a torns de «jova» per totes les cases de la vila. La nova església es va inaugurar el 18 de febrer de 1647. Una vegada acabada, s'emprengué la tasca de constitució del retaule de l'altar major i de l'orgue. L'altar tenia uns set metres d'ample per quinze d'alçada, i era d'estil barroc, de talla de fusta i muntat sobre marbre. L'obra fou per Domènec Rovira el 1681 i daurada el 1700 per F. Cervera. Amb la guerra de 36 quedà molt enrunada i es perdé el retaule barroc junt amb altres coses. De mica en mica s'anà reconstruint sota la direcció de l'arquitecte Eugeni Pere Cendoya Oscoz (1894-1975).

### Capella del Santíssim
La primera pedra fou col·locada el 23 de gener de 1753 i fou inaugurada el 23 de gener de 1770. La capella, igual que l'església, fou cremada a la Guerra Civil.

### Campanar
El campanar es construí alhora que la resta de l'església, en estil romànic. El 1622, abans de construir l'església actual i a causa de les males condicions en què estava la torre, els jurats de la vila van resoldre construir-ne un altre aprofitant la part inferior del campanar romànic, ja que era la part alta la més afectada pel terratrèmol de 1428. L'obra quedà enllestida a l'abril de 1627 encara que a l'escut del nou campanar hi ha la data de 1622.

### L'estudi Vell
A la segona meitat del segle xvi es decidí construir una sagristia a l'església vella, cosa que es portà a terme el 1570. A sobre hi fou construïda la primera escola per a minyons de la vila de la qual hi ha notícies. L'escola era de reduïdes dimensions i, en no poder ser ampliada, l'any 1865 es decidí construir-ne una de nova amb més amplitud d'aules i amb estatge per als mestres.

### Baldaquí
L'actual baldaquí de l'altar major, és obra de l'arquitecte Cendoya que en va encarregar la construcció a la casa Marmor de Barcelona. El pressupost total pujava a 61.702 pessetes. Les obres van començar el 21 d'octubre del 1946. Van avançar poc a poc per mor de la dificultat de trobar blocs de marbre d'una sola peça i de grans dimensions a les pedreres de Macael (Almeria). El 21 d'agost del 1946, l'escultor F. Marés va lliurar la imatge de Sant Julià tallada en fusta. La cúpula del baldaquí fou encarregada a final del mateix any al marbrista de Barcelona Josep Miret. El juny del 1949 es començà el muntatge i fou inaugurat el 28 d'agost del mateix any. Va beneir-lo Lluís Urpí, canonge delegat pel bisbe de Barcelona.